# 스페인 U-17 축구 국가대표팀
스페인 U-17 축구 국가대표팀(스페인어: selección de fútbol sub-17 de España)은 스페인을 대표하는 17세 이하의 축구 국가대표팀으로, 스페인의 축구 관리 기관인 스페인 왕립 축구 연맹의 관리를 받는다. FIFA U-17 월드컵에 10번 참가해 4번 준우승을 기록했으며, UEFA U-17 축구 선수권 대회에 15번 참가해 3번 우승했다.

## 역대 감독
| 감독                 | 임기        |
| -------------------- | ----------- |
| 헤수스 마리아 페레다 | 1987 ~ 1990 |
| 알베르트 셀라데스    | 2017        |